# Erwin l’Ami
Erwin l’Ami (* 5. April 1985 in Woerden) ist ein niederländischer Schach-Großmeister.

## Leben
Erwin l’Ami hat mit fünf das Schachspiel von seinem Vater gelernt. Er ist verheiratet mit der Rumänin Alina l’Ami (geborene Moţoc), die den Titel eines Internationalen Meisters trägt.

## Erfolge
l’Ami siegte oder belegte vordere Plätze in mehreren Turnieren: 1. Platz bei dem Turnier Gausdal Classic (2004), 2. Platz bei dem Turnier Stepanakert B (2005), 1.–7. Platz beim Open in Cappelle-la-Grande (2008) und 1. Platz bei der Offenen Niederländischen Meisterschaft in Dieren (2009). 2009 und 2010 war er Sekundant bei Weltmeisterschaftskämpfen für Wesselin Topalow. Später arbeitete er als Sekundant für Anish Giri.
2003 wurde l’Ami zum Internationalen Meister ernannt, die Normen erreichte er im Juli 2001 bei der offenen niederländischen Meisterschaft in Dieren, im Januar 2003 beim Corus-Turnier in Wijk aan Zee und bei der niederländischen Einzelmeisterschaft 2003 in Leeuwarden. Seit 2005 trägt er den Großmeister-Titel, die erforderlichen Normen erfüllte er bei zwei Turnieren in Amsterdam im Juli 2004 und Juli 2005 sowie beim Gausdal Classics im September 2004.

## Nationalmannschaft
Für die niederländische Nationalmannschaft spielte er in den Jahren 2006, 2008, 2010 und 2014 bei der Schacholympiade, bei der Mannschaftsweltmeisterschaft 2013 und bei den Mannschaftseuropameisterschaften 2007, 2009 und 2013.

## Vereine
In der niederländischen Meesterklasse spielte er in der Saison 1999/2000 für Utrecht, in der Saison 2000/01 und erneut in der Saison 2019/20 für Schaakstad Apeldorn, von 2003 bis 2011 für die Hilversums Schaakgenootschap, mit der er 2008, 2009, 2010 und 2011 niederländischer Mannschaftsmeister wurde, und von 2012 bis 2019 für En Passant Bunschoten-Spakenburg, mit dem er 2013, 2014 und 2016 Meister wurde.
In der deutschen Schachbundesliga spielte l’Ami von 2004 bis 2008 für die Sportfreunde Katernberg, seit der Schachbundesliga 2008/09 spielt er für die Schachgesellschaft Solingen, mit der er 2016 deutscher Mannschaftsmeister wurde.
In der belgischen Interclubs spielte er in der Saison 2003/04 für SK Moretus Hoboken, in der Saison 2004/05 für Boey Temse, in der Saison 2005/06 für Koninklijke Brugse Schaakkring und in der Saison 2007/08 für den KSK Rochade Eupen-Kelmis.

## Veröffentlichungen
- The modern Two Knights (DVD, 2015, ISBN 978-3-86681-471-4).
- A Gambit Guide through the Open Game (DVD, 2016, Vol.1 ISBN 978-3-86681-514-8, Vol. 2 (ISBN 978-3-86681-515-5).
- The Dutch Stonewall - A fighting repertoire against 1. d4 (DVD, 2017, ISBN 978-3-86681-586-5).